# 盧亞舊區
6°12′S 77°57′W / 6.200°S 77.950°W
盧亞舊區（西班牙語：Distrito de Luya Viejo），是秘魯的一個區，位於該國北部亞馬遜大區的盧亞省，始建於1918年11月22日，面積73.9平方公里，海拔高度2,820米，2005年人口415，人口密度每平方公里5.6人。